# Filtro de Chamberland

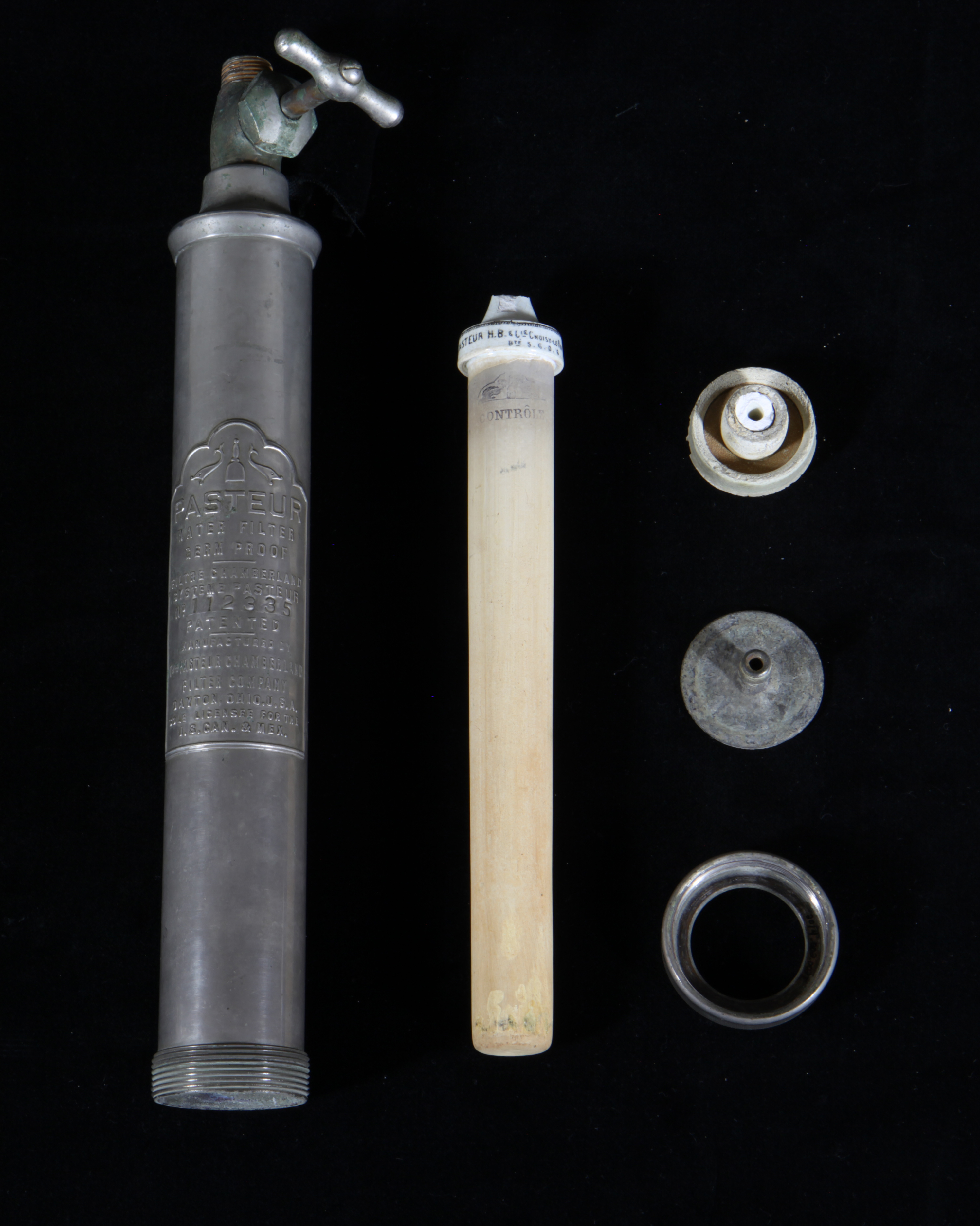
Componentes de un filtro de Pasteur-Chamberland

Un filtro de Chamberland, también conocido como filtro de Pasteur-Chamberland, es un tipo de filtro de agua de porcelana inventado por Charles Chamberland en 1884. Fue desarrollado después del filtro de agua cerámico de Henry Doulton de 1827, y es similar al Filtro de Berkefeld en cuanto a su principio de funcionamiento. 

## Diseño

Diagrama esquemático de un filtro de Chamberland

El filtro consiste en un tubo de porcelana no esmaltada permeable (llamada biscuit) que contiene un anillo de porcelana esmaltada a través del cual encaja el tubo de entrada. El núcleo de la porcelana está formado por un tubo de metal con agujeros a través de los cuales el agua fluye y se recoge. El flujo de entrada se presuriza para acelerar el proceso de filtración. 
Hay 13 tipos: L1 hasta L13. Los filtros L1 tienen el tamaño de poro más grueso, mientras que los L13 son los que tienen los poros más finos. 

## Utilidad
El filtro de Pasteur-Chamberland es tan útil como otros filtros de cerámica y porcelana. Es un buen filtro de agua bacteriano, utilizado principalmente en tratamiento de agua de alto volumen. El filtro funciona más rápidamente cuando el agua suministrada está bajo presión. Al igual que con otros filtros de este tipo, no puede filtrar partículas muy pequeñas como virus o micoplasma. Se utiliza en la eliminación de organismos de un cultivo fluido para obtener las toxinas bacterianas. 

## Historia
El filtro de Chamberland fue desarrollado por Charles Edouard Chamberland, uno de los asistentes de Louis Pasteur en París. La intención original era producir agua filtrada, libre de bacterias, para su uso en los experimentos de Pasteur.
El filtro se hizo cada vez más conocido por su capacidad de filtrar bacterias, los organismos vivos más pequeños conocidos hasta entonces. Fue patentado por Chamberland y Pasteur en América y Europa. Una compañía estadounidense compró los derechos para utilizar el nombre en Ohio, vendiendo filtros a casas particulares, hoteles, restaurantes y a la Exposición Mundial Colombina de Chicago de 1893.
El uso del filtro de Pasteur-Chamberland condujo al descubrimiento de que las toxinas de la difteria y del tétanos, entre otros, podrían causar enfermedades incluso después de la filtración. La identificación de estas toxinas contribuyó al desarrollo de antitoxinas para tratar tales enfermedades. También se descubrió que un tipo de sustancia, inicialmente conocida como "virus filtrable", pasaba a través de los filtros de Pasteur-Chamberland más pequeños, y se replicaba dentro de las células vivas. El descubrimiento de que existían entidades biológicas más pequeñas que las bacterias fue muy importante para establecer el campo de la virología.